# 4941 Yahagi
4941 Yahagi este un asteroid din centura principală, descoperit pe 25 octombrie 1986, de Kenzō Suzuki și Takeshi Urata.